# Ignacy Cetner
Ignacy Aleksander Cetner herbu Przerowa (ur. 1728, zm. 1787) – marszałek wielki koronny Królestwa Galicji i Lodomerii od 1783, wojewoda bełski od 1763, oboźny koronny (dworski) w 1762, starosta rożowski, hrabia cesarstwa od 20 marca 1782.

## Życiorys
Brat cioteczny biskupa Ignacego Krasickiego.
W 1740 został porucznikiem w 8. Regimencie Pieszym Domu Radziwiłłów. Wybierany posłem na sejmy w 1756, 1758, 1760, 1761. Był członkiem konfederacji Czartoryskich w 1764 roku.
W 1762 został kawalerem Orderu Orła Białego.
Był konsyliarzem konfederacji generalnej 1764 roku. W 1764 roku podpisał elekcję Stanisława Augusta Poniatowskiego z województwa bełskiego. Na sejmie koronacyjnym wniósł projekt ustawy o przyznaniu tytułów książęcych członkom rodu Poniatowskich. Członek Komisji Skarbowej Koronnej. W 1767 przystąpił do konfederacji radomskiej i wszedł w skład deputacji traktatowej. 23 października 1767 wszedł w skład delegacji Sejmu, wyłonionej pod naciskiem posła rosyjskiego Nikołaja Repnina, powołanej w celu określenia ustroju Rzeczypospolitej. W 1768 roku wyznaczony z Senatu do Asesorii Koronnej. Od 1772 został poddanym austriackim. W 1775 mianowany cesarskim radcą tajnym. 
Jego rezydencją był Krakowiec, gdzie utrzymywał bogaty dwór i ogród "na stopę zagraniczną", z ogromną liczbą rzadkich roślin. Dwór i obyczaje panujące w nim za I. Cetnera sportretował Wincenty Pol w Pamiętnikach Winnickiego.
W 1766 jemu sprzedali cały klucz ożohowiecki, potem odkupił te dobra Jan Antoni Czarnecki, kasztelan bracławski. W 1778 kupił zlicytowane przez rząd austriacki dobra starostwa przemyskiego wraz z miastem Przemyśl (pozostawał w jego rękach do 1789). W latach 1786–1787 sprzedał dobra nadwórnańskie. 